# Mitra (dios romano)

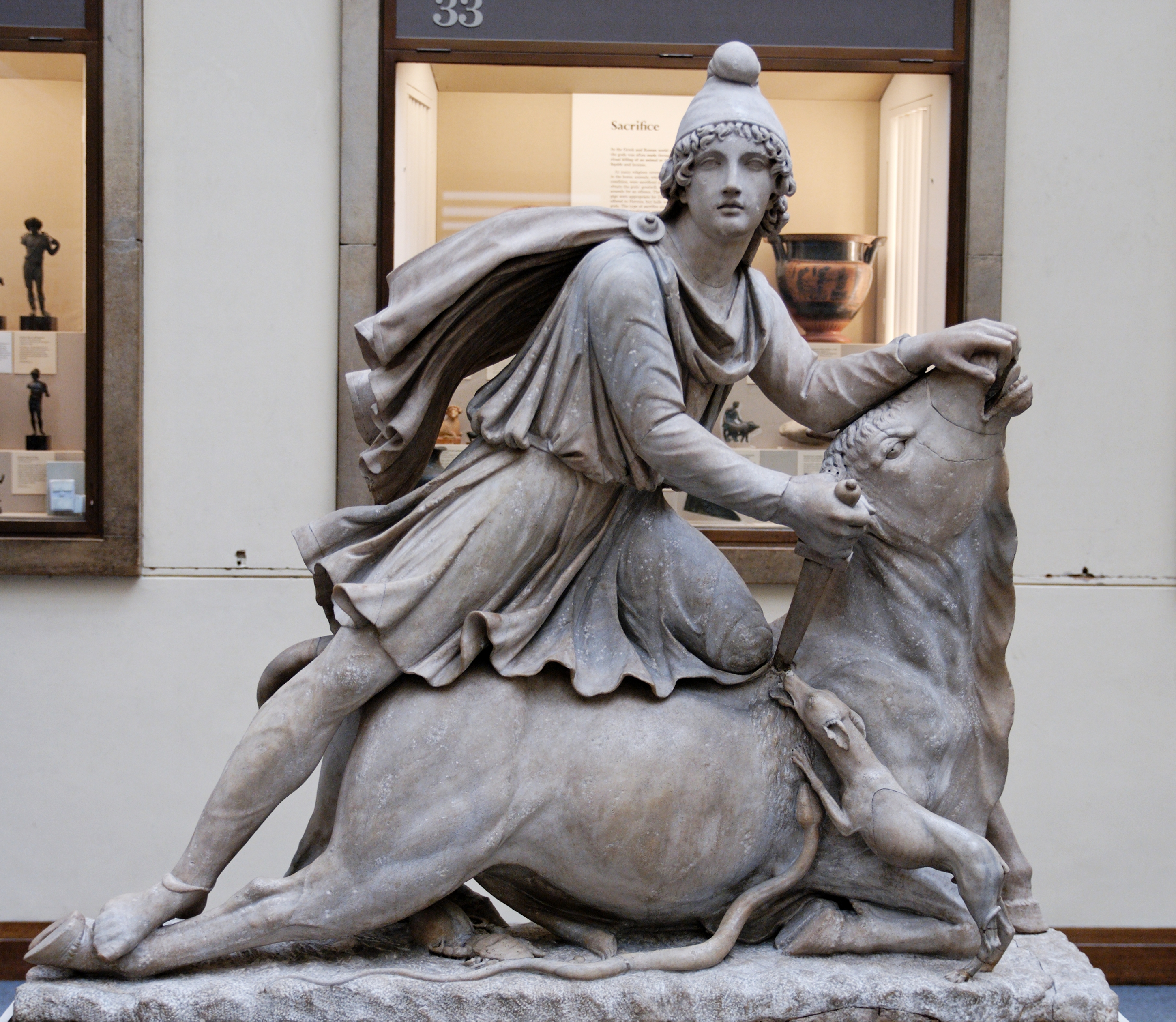
Estatua del dios solar Mitra matando al toro (escultura del siglo II actualmente en poder del Museo Británico, en Londres).

Mitra es un dios conocido desde la antigüedad, principalmente en Persia e India. Originalmente era un dios del Sol.

## Origen
De origen persa, este dios se incorporó al panteón del imperio romano tardío. En el contexto romano, el culto a Mitra se desarrolló como una religión mistérica, y se organizaba en sociedades secretas, exclusivamente masculinas, de carácter esotérico e iniciático. Gozó de especial popularidad en ambientes militares. Constantino I habría sido adepto al culto de Mitra hasta el fin de sus días. Obligaba a la honestidad, pureza y coraje entre sus adeptos.

## Culto
Su imagen se conserva en diversas esculturas, en su mayor parte del siglo III. Se le representa como un hombre joven, con un gorro frigio, matando con sus manos un toro. Existen realmente pocos textos escritos por autores mitraístas. Se conservan algunas pinturas e inscripciones, así como descripciones de esta religión por parte de sus oponentes, entre los que hay neoplatónicos y cristianos.
En sus primeras épocas el cristianismo fue una economía de salvación análoga a los cultos de los misterios paganos, frente a los cuales rivalizó durante mucho tiempo para finalmente lograr vencerlos. Las excavaciones iniciadas en 1857 bajo la iglesia de San Clemente de Letrán (en Roma) mostraron que ésta fue construida sobre una iglesia paleocristiana del siglo IV, y esta a su vez sobre un templo dedicado al dios Mitra. Por los hallazgos arqueológicos se sabe que es una religión de origen persa, adoptada por los romanos en el año 62 a. C., que compitió con el cristianismo hasta el siglo IV.

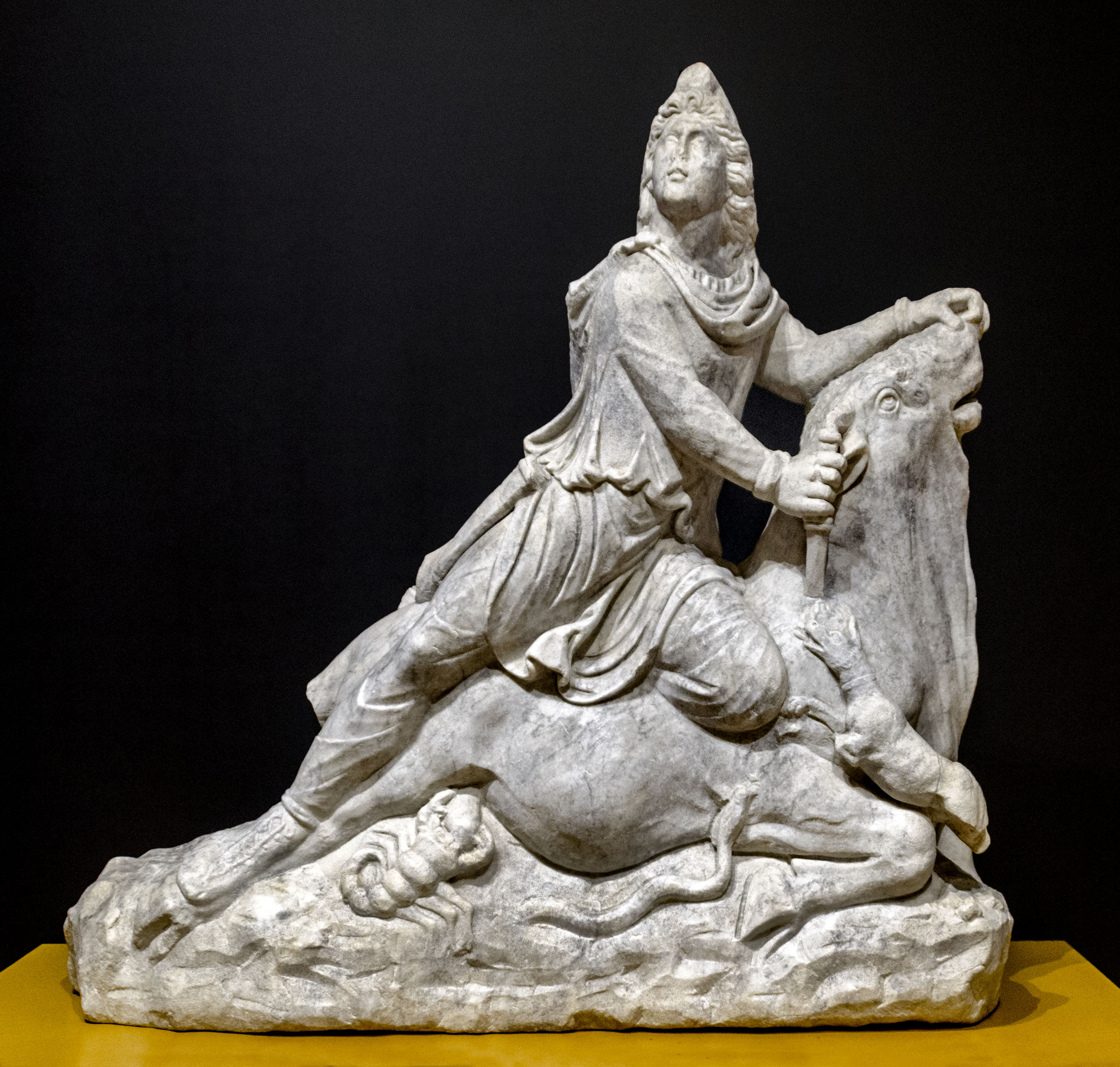
El Mitra de Cabra es una de las representaciones más importantes halladas en la península ibérica.

Algunos creen que los primeros pensadores cristianos fueron judíos helenizantes que vivían en un mundo pagano, por eso sus primeras teorías tienen una base teórica judía teñida de rituales propios del paganismo. Alfred Loisy considera que el cristianismo es más o menos una adaptación de los elementos esenciales de los misterios paganos al monoteísmo judío de esos siglos. El trabajo interior de la consciencia religiosa es preparado y condicionado por una tradición religiosa anterior, no el producto de experiencias religiosas absolutamente independientes que tendrían en sí mismas toda su explicación.

## Representación
En la península ibérica una de las representaciones mitraícas halladas es el llamado Mitra de Cabra. Esta escultura del dios Mitra, que procede de la villa romana del Mitra, en la ciudad de Cabra, puede contemplarse permanentemente en el Museo Arqueológico de Córdoba (España). Fue hallado en Cabra en 1952, es un grupo escultórico del siglo eIII realizado en mármol blanco y en el que este dios aparece sacrificando a un toro. 
Otro de los monumentos más representativos del culto romano al dios Mitra en España se encuentra en Lugo, donde unas excavaciones para asentar el vicerrectorado de la universidad descubrió en sus cimientos una casa romana con un templo de Mitra anexo dedicado a estas celebraciones.